# Електронна таблиця

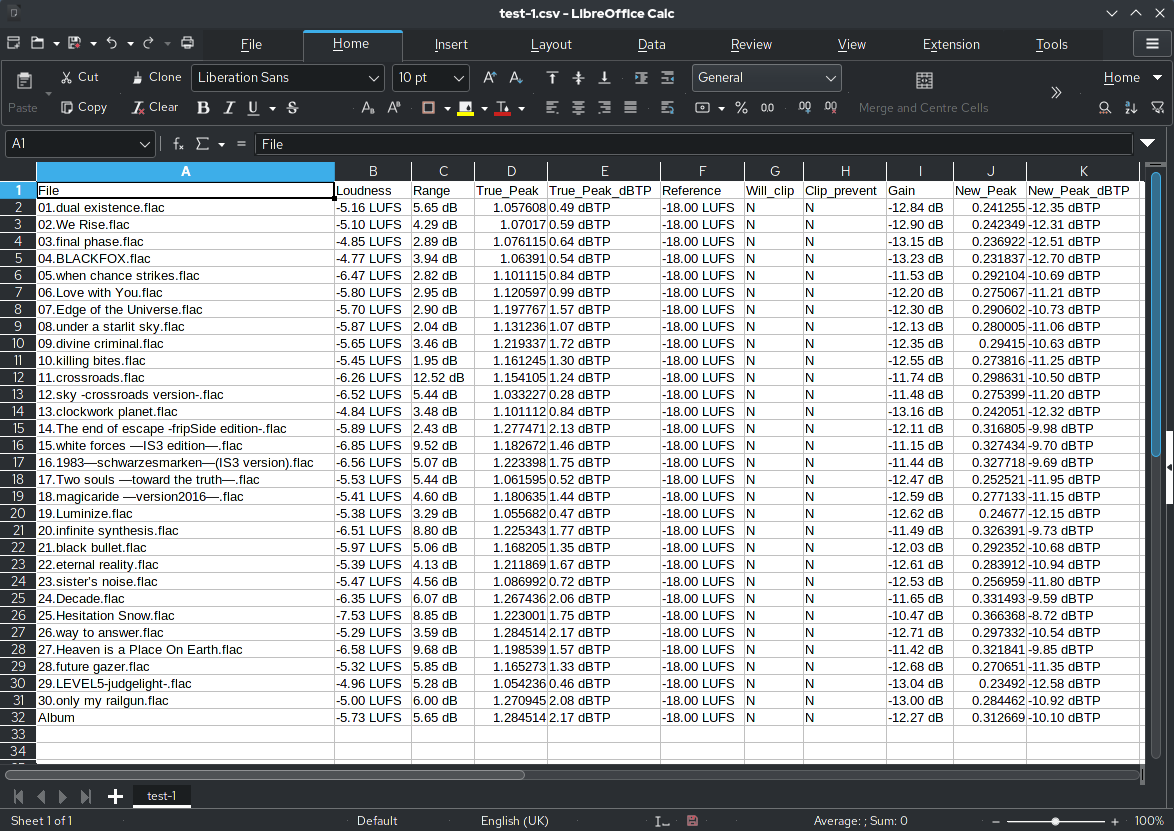
LibreOffice Calc

Електронна таблиця, іноді табличний процесор (англ. electronic spreadsheet — рідко електронний аркуш) — це інтерактивний, комп'ютерний застосунок для налагодження, аналізу та збереження даних у табличному форматі. Спочатку електронні таблиці дозволяли обробляти виключно двовимірні таблиці, передусім із числовими даними, але потім з'явилися продукти, які крім цього дозволяли з'єднувати кілька таблиць для спільної роботи й опрацювання, включати текстові, графічні й інші мультимедійні елементи. Інструментарій електронних таблиць включає різноманітні математичні функції, що дозволяє виконувати складні статистичні, фінансові та інші розрахунки. Багато електронних таблиць включають вбудовану скриптову мову програмування для автоматизації типових робіт.
Ідею електронних таблиць вперше сформулював американський вчений Річард Маттессич, опублікувавши в 1961 р. дослідження під назвою Budgeting Models and System Simulation. Концепцію доповнили в 1970 р. Пардо і Ландау, що подали заявку на відповідний патент. Патентне відомство відхилило заявку, автори через суд у 1983 добилися скасування цього рішення, у 1995 році інше судове рішення визнало цей патент таким, що не може бути підставою для позову.
Загальновизнаним родоначальником електронних таблиць як окремого класу програмного забезпечення є Ден Бриклін, який 1979 року, спільно з Бобом Френкстоном, розробив легендарну програму VisiCalc. Цей табличний редактор для комп'ютера Apple II став «убивчим застосунком», що перетворив персональний комп'ютер з екзотичної іграшки для технофілів у масовий інструмент для бізнесу.
Згодом на ринку з'явилися численні продукти цього класу — SuperCalc, Microsoft MultiPlan, Quattro Pro, Lotus 1-2-3, Microsoft Excel, OpenOffice Calc, таблиці AppleWorks і Gnumeric.

## Типові галузі застосування
- Створення документів, що мають табличне подання (наприклад, цінники, розклади);
- у сучасних електронних таблицях легко можна створювати різні види графіків і діаграм, які беруть дані для побудови з комірок таблиць (наприклад, графік зниження ваги тіла за вказаний період від початку занять спортом);
- звичайні користувачі можуть виконувати в електронних таблицях прості розрахунки (наприклад, скільки витратив за цей місяць, що/кому/коли дав/взяв). Як правило, електронні таблиці підтримують багато математичних і статистичних функцій;
- електронні таблиці інтенсивно використовують у бухгалтерському обліку — у багатьох фірмах це основний інструмент для оформлення документів, розрахунків і створення діаграм;
- електронні таблиці можуть використовуватись як прості бази даних.

## Огляд
LANPAR, відомий з 1969 року, був першою електронною таблицею на мейнфреймах та комп'ютерах із розподілом часу. LANPAR — абревіатура від LANguage for Programming Arrays at Random (укр. мова для випадкового програмування масивів). VisiCalc (1979) була першою електронною таблицею на мікрокомп'ютері і допомогла перетворити комп'ютер Apple II на популярну і широко використовувану систему. Lotus 1-2-3 був провідною електронною таблицею, в часи домінування операційної системи DOS. Нині найбільшу частку ринку на платформах Windows і Macintosh займає Microsoft Excel. Застосунок для опрацювання електронних таблиць є стандартною складовою офісних пакунків; після появи вебпрограм офісні пакунки тепер також існують у формі вебзастосунків.
Електронну таблицю утворюють вишикувані в рядки та стовпці комірки, на які можна посилатися, зазначаючи розташування (координати) X та Y. Координату X, тобто стовпці, зазвичай позначаються літерами: «A», «B», «C» тощо, тоді як рядки, як правило, позначають числами: 1, 2, 3 тощо. До однієї комірки можна звернутися, зазначивши її рядок та стовпець «C10». Ця електронна концепція посилань на комірку, вперше введена в LANPAR (винайдена спільно Рене Пардо та Ремі Ландау) і використана у VisiCalc, відома як «нотація A1». Крім того, в електронних таблицях є поняття діапазону, тобто, групи комірок, зазвичай суміжних. Наприклад, на перші десять комірок першого стовпця можна посилатися, як на діапазон «A1:A10».
В сучасних програмах для опрацювання електронних таблиць кілька електронних таблиць, часто відомих як робочі аркуші або просто аркуші утворюють робочу книгу. Робоча книга фізично є файлом, що містить усі дані книги, аркушів і комірок. Робочі аркуші зазвичай розташовано по одному на вкладках, хоча Numbers значно змінює цю модель. До посилання на комірку в книзі з кількома аркушами додають назву аркуша, наприклад, «Аркуш 1! C10». Деякі системи розширюють цей синтаксис, щоб дозволити посилання на комірки в різних книгах.
Користувачі взаємодіють із аркушами переважно через комірки. Кожна комірка може містити введені дані або формулу, яка зазвичай створюється, якщо введений текст починається знаком рівності. Дані можуть бути рядком тексту hello world, числом 5 або датою 16-Dec-91. Формула починається зі знака рівності =5*3, але зазвичай її не видно, оскільки на екран виводиться результат обчислення, 15, а не сама формула. У деяких випадках це може спричинити плутанину.
Ключовою особливістю електронних таблиць є здатність формули посилатися на значення інших комірок, які, у свою чергу, можуть бути результатами обчислень за формулами. Щоб створити таку формулу, потрібно замінити число посиланням на комірку. Наприклад, формула =5*C10 дасть результат множення значення в комірці C10 на число 5. Якщо C10 містить значення 3, результатом буде 15. Але C10 також може мати свою формулу, яка посилається на інші комірки тощо.
Саме здатність пов'язувати між собою формули забезпечує ефективність електронних таблиць. Багато задач можна розбити на серію окремих математичних кроків, і їх можна описати окремими формулами в комірках. Деякі з цих формул також можуть застосовуватися до діапазонів, як, наприклад, функція SUM, яка додає всі числа в діапазоні.
В основі електронних таблиць лежать багато принципів і властивостей баз даних, але електронні таблиці та бази даних — це не одне й те саме. Електронна таблиця — це, по суті, лише одна таблиця, тоді як база даних — це набір багатьох таблиць із машиночитаними семантичними зв'язками. Хоча книга, яка містить три аркуші, справді є файлом, що містить кілька таблиць, які можуть взаємодіяти одна з одною, їй бракує реляційної структури бази даних. Електронні таблиці та бази даних можуть взаємодіяти — аркуші можна імпортувати в базу даних, де вони стають таблицями, а результати запитів до бази даних можна експортувати в електронні таблиці для подальшого аналізу.
Застосунок для опрацювання електронних таблиць — табличний процесор — є одним з основних компонентів офісного пакунка програм, який зазвичай містить також текстовий процесор, редактор презентацій та систему керування базами даних. Застосунки в пакунку використовують подібні команди для подібних функцій. Зазвичай обмін даними між компонентами пакунка простіший, ніж у добірці, хоч і функціонально еквівалентних, але не інтегрованих застосунків.

## Історія
Слово «електронна таблиця» походить від слова «spread» у значенні газетного або журнального елемента (текст або графіка), який охоплює дві лицьові сторінки, розширюючи центральну складку і розглядаючи дві сторінки як одну велику сторінку. Складне слово «електронна таблиця» стало означати формат, який використовується для представлення бухгалтерських книг — зі стовпцями для категорій витрат угорі, рахунками-фактурами, перерахованими внизу зліва, і сумою кожного платежу в клітинці, де її рядок і стовпець перетинаються — які традиційно являли собою «розкладку» на лицьових сторінках переплетеної книги (книги для ведення бухгалтерських записів) або на великих аркушах паперу (так називають «аналізаційний папір»), розбитих на рядки та стовпці в такому форматі та приблизно вдвічі ширше звичайного паперу.

### Ранні реалізації

#### Пакетний генератор звітів BSRG
Пакетна «електронна таблиця» не відрізняється від пакетного компілятора з доданими вхідними даними, який створює вихідний звіт, наприклад, як у мовах програмування 4-го покоління, або звичайну, неінтерактивну пакетну комп'ютерну програму. Таку концепцію електронної таблиці виклав 1961 року Річард Маттессіч у статті «Бюджетні моделі та моделювання систем». У наступній роботі Маттессіча (1964a, розділ 9, Бухгалтерські та аналітичні методи (англ. Accounting and Analytical Methods)) та додатку до неї (1964b, Моделювання фірми за допомогою бюджетної комп'ютерної програми (англ. Simulation of the Firm through a Budget Computer Program)) він застосував комп'ютеризовані електронні таблиці до систем обліку та бюджетування (на мейнфреймах, запрограмованих на Фортран IV). Ці пакетні електронні таблиці переважно додавали або віднімали цілі стовпці або рядки вхідних даних, а не окремих клітинок.
1962 року цю концепцію електронної таблиці, під називою BCL (Business Computer Language), реалізовано на IBM 1130[джерело?], а 1963 року Р. Браян Волш із Університету Маркетта (штат Вісконсін) переніс її на IBM 7040. Цю програму написано на Fortran. На цих машинах був доступним примітивний розподіл часу. 1968 року Волш в Університеті штату Вашингтон портував BCL на машину IBM 360/67 із розподілом часу. Її використали під час викладання фінансів студентам. Студенти брали інформацію, підготовлену професором, і опрацьовували її. 1964 року Кімбалл, Стоффеллс та Волш написали книгу під назвою Business Computer Language, і 1966 року захистили авторські права на книгу та програму, а через роки це авторське право поновили.
Applied Data Resources мав препроцесор FORTRAN під назвою Empires.
Наприкінці 1960-х Xerox використала BCL для розробки складнішої версії для своєї системи розподілу часу.

#### Компілятор електронних таблиць LANPAR
Ключовий винахід у розробці електронних таблиць зробили Рене К. Пардо та Ремі Ландау, які 1970 року подали U.S. Patent 4 398 249 на алгоритм автоматичного обчислення електронної таблиці. Хоча спочатку патентне відомство відхилило патент як суто математичний винахід, після 12 років апеляцій Пардо і Ландау виграли знакову судову справу в попередньому суді Федерального округу (CCPA), який 1983 року скасував рішення Патентного відомства — встановивши, що «щось не перестає бути патентованим лише тому, що сенс новизни полягає в алгоритмі». Однак 1995 року Апеляційний суд федерального округу США визнав патент невиконуваним.
Програма називалася LANPAR — LANguage for Programming Arrays at Random (укр. мова для випадкового програмування масивів). Її задумано і повністю розроблено влітку 1969 року, після нещодавнього випуску Пардо і Ландау з Гарвардського університету. Співвинахідник Рене Пардо згадує, що він вважав, що, наприклад, менеджер Bell Canada не має залежати від програмістів, коли потрібно розраховувати бюджет, і він думав про те, щоб дозволити користувачам вводити дані в будь-якому порядку, а електронний комп'ютер щоб виконав обчислення так, як потрібно. Пардо і Ландау розробили та впровадили програмне забезпечення 1969 року.
LANPAR використовували в Bell Canada, AT&T та 18 телефонних компаніях по всій країні для проведення місцевих та національних бюджетних операцій. LANPAR також використовувала General Motors. Його унікальність полягала у використання випереджальних посилань і природного порядку обчислень (одна з перших «непроцедурних» комп'ютерних мов) на відміну від послідовності зліва направо, зверху вниз для обчислення результатів у кожній клітинці, використовуваної у VisiCalc, SuperCalc і першій версії MultiPlan. Без випереджальних посилань і природного порядку обчислень користувач мав оновлювати електронну таблицю, доки значення в усіх клітинках не залишаться незмінними. Після того, як значення клітинок залишилися незмінними, користувач був впевнений, що в електронній таблиці не залишилося випереджальних посилань.

#### Мова програмування електронних таблиць Autoplan/Autotab
1968 року троє колишніх співробітників комп'ютерної компанії General Electric зі штаб-квартирою у Фініксі, штат Аризона, вирішили створити компанію з розробки програмного забезпечення. А. Лерою Еллісону, Гаррі Н. Кантреллу і Расселу Е. Едвардсу доводилось робити багато розрахунків під час створення таблиць для бізнес-планів, які вони готували для венчурних капіталістів. Вони написали комп'ютерну програму, яка створювала потрібні таблиці. Ця програма, спочатку задумана як утиліта для особистого використання, виявилася першим програмним продуктом, пропонованим компанією Capex Corporation. AutoPlan працював на службі розподілу часу GE; пізніше з'явилася версія, яка працювала на мейнфреймах IBM під назвою AutoTab. (National CSS на початку 1970-х років запропонувала подібний продукт, CSSTAB, який мав небагато користувачів. Основним застосуванням було опрацювання таблиць із результатами опитувань.)
AutoPlan/AutoTab не була інтерактивним візуальним редактором електронних таблиць, це була проста мова сценаріїв для опрацювання електронних таблиць. Користувач визначав назви та підписи для рядків і стовпців, а потім формули, які визначали кожен рядок або стовпець. 1975 року Autotab-II рекламували як розширення оригіналу до максимум
|  | 1500 рядків і стовпців, об'єднаних у будь-якій потрібній користувачу пропорції...Оригінальний текст (англ.) 1,500 rows and columns, combined in any proportion the user requires... |

GE Information Services, яка керувала службою розподілу часу, приблизно 1974 року запустила власну систему електронних таблиць під назвою Financial Analysis Language (FAL). Пізніше її доповнено мовою електронних таблиць TABOL, яку розробив незалежний автор Олівер Веллакотт (Велика Британія). І FAL, і TABOL були інтегрованими зі системою баз даних GEIS DMS.

#### Система фінансового планування та контролю IBM
Систему фінансового планування та контролю IBM розробив 1976 року Браяном Інгам з IBM Canada. IBM впровадила її щонайменше в 30 країнах. Вона працювала на мейнфреймі IBM і була однією з перших програм для фінансового планування, розроблених за допомогою APL, які повністю приховували мову програмування від кінцевого користувача. Завдяки операційній системі IBM VM це була одна з перших програм, які автоматично оновлювали кожну копію програми у міру випуску нових версій. Користувачі можуть вказати прості математичні відношення між рядками та між стовпцями. Порівняно з будь-якими сучасними їй альтернативами, система могла підтримувати дуже великі електронні таблиці. Вона щомісяця завантажувала фактичні дані фінансового планування, отримані зі старої системи пакунків, до електронної таблиці кожного користувача. Систему розроблено для оптимізації потужності APL за допомогою об'єктних ядер, що підвищило ефективність програми в 50 разів порівняно з традиційними підходами до програмування.

#### Мова моделювання APLDOT
Прикладом ранньої електронної таблиці «промислової ваги» була APLDOT, розроблена 1976 року в Асоціації залізниць Сполучених Штатів на IBM 360/91, яка працювала в Лабораторії прикладної фізики Університету Джонса Гопкінса в Лорелі, Меріленд. Застосунок успішно використовувався протягом багатьох років при розробці таких фінансових та калькуляційних програм для Конгресу США та для Conrail. APLDOT назвали «електронною таблицею», оскільки фінансові аналітики та стратегічні планувальники використовували її для розв'язування тих самих задач, які вони розв'язували за допомогою паперових таблиць.

### VisiCalc

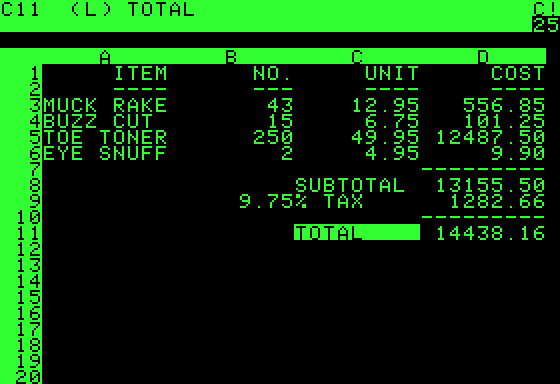
VisiCalc працює на Apple II

Завдяки тому, що Ден Бріклін і Боб Френкстон упровадили VisiCalc 1979 року на Apple II та 1981 року на IBM PC, концепція електронних таблиць на початку 1980-х років стала широко відомою. VisiCalc була першою електронною таблицею, яка поєднала всі основні функції сучасних застосунків для електронних таблиць (крім випереджальних посилань/природного порядку обчислень), такі як інтерактивний інтерфейс користувача, автоматичний перерахунок, рядки стану та формул, копіювання діапазону з відносними та абсолютними посиланнями, побудова формул вибором адресних комірок. У той час журнал PC World, не знаючи про LANPAR, назвав VisiCalc першою електронною таблицею.
Бріклін розповідав про те, як спостерігав, як його університетський професор створює таблицю результатів обчислень на дошці. Коли професор виявив помилку, йому довелося стерти й переписати кілька послідовних записів у таблиці, спонукаючи Брікліна подумати, що він може відтворити процес на комп'ютері, використовуючи дошку як модель для перегляду значень формул. Його ідея втілилась у VisiCalc, перший застосунок, який перетворив персональний комп'ютер із хобі для любителів комп'ютера в інструмент для бізнесу.
VisiCalc став першим «убивчим застосунком», який був настільки привабливим, що люди купували певний комп'ютер лише для того, щоб ним користуватися. VisiCalc значною мірою обумовив успіх Apple II. Пізніше програму портували на низку інших ранніх комп'ютерів, зокрема на машини з ОС CP/M, сімейство 8-розрядних Atari та різні платформи Commodore. Проте найвідомішим VisiCalc залишається як програма для Apple II.

### SuperCalc
SuperCalc — програма для роботи з електронними таблицями, опублікована компанією Sorcim 1980 року, яка спочатку входила (разом із WordStar) до програмного пакунка CP/M для портативного комп'ютера Osborne 1. Вона швидко стала де-факто стандартною електронною таблицею для CP/M, а 1982 року її перенесено на MS-DOS.

### Lotus 1-2-3 та інші електронні таблиці для MS-DOS
Прийняття IBM PC після появи в серпні 1981 року йшло повільно, оскільки більшість доступних для нього програм були перенесеними з інших моделей комп'ютерів. Ситуація різко змінилася з появою Lotus 1-2-3 в листопаді 1982 року та початком продажів у січні 1983 року. Оскільки його написано спеціально для IBM PC, він мав хорошу продуктивність і став «убивчим застосунком» для цього ПК. Lotus 1-2-3 збільшив продажі ПК завдяки вищій швидкодії та кращій графіці, порівняно з VisiCalc на Apple II.
Lotus 1-2-3 разом зі своїм конкурентом Borland Quattro незабаром витіснили VisiCalc. Lotus 1-2-3, випущений 26 січня 1983 року, того ж року почав перевершувати найпопулярніший на той час VisiCalc і протягом кількох років був провідною електронною таблицею для DOS.

### Microsoft Excel
Першу версію Excel Microsoft випустила для Macintosh 30 вересня 1985 року, а потім перенесла її на Windows, де перша версія отримала номер 2.05 (для синхронізації з Macintosh версії 2.2) і вийшла в листопаді 1987 року. Платформи Windows 3.x початку 1990-х дозволили Excel отримати частку ринку Lotus. Поки Lotus відповів продуктами для ОС Windows, Microsoft почала збирати свій пакунок Office. 1995 року Excel був лідером ринку, випередивши Lotus 1-2-3, а 2013 року IBM припинила випускати Lotus 1-2-3.

### Онлайнові електронні таблиці
Відоме програмне забезпечення для роботи з онлайновими електронними таблицями:
- Collabora Online Calc — це безкоштовна, відкрита і багатоплатформна корпоративна версія LibreOffice.
- Google Таблиці
- Microsoft Excel Online

### Електронні таблиці для мейнфреймів
- Система Works Records в ICI розроблена 1974 року на IBM 370/145[24]

### Інші електронні таблиці
- Abacus
- Lotus Symphony
- LibreOffice Calc та Apache OpenOffice Calc
- Gnumeric — безкоштовна і багатоплатформна, частина проєкту GNOME Free Software Desktop.
- Calligra Sheets (раніше KCalc - не плутати з KCalc)
- KSpread
- Corel Quattro Pro
- Електронні таблиці Kingsoft
- NeoOffice
- Numbers — редактор електронних таблиць від Apple Inc., частина IWork.
- PlanMaker — частина SoftMaker Office.
- Pyspread

Програмне забезпечення для електронних таблиць, випуск якого припинено:
- 20/20
- 3D-Calc для комп'ютерів Atari ST
- Framework від Forefront Corporation/Ashton-Tate (1983/84)
- GNU Oleo — традиційна електронна таблиця термінального режиму для UNIX і подібних систем
- IBM Lotus Symphony (2007)
- Javelin Software
- KCells
- Lucid 3-D
- Lotus Improv[25]
- Lotus Jazz для Macintosh
- Lotus Symphony (1984)
- Multiplan
- Claris Resolve для Macintosh
- Resolver One
- Quattro Pro від Borland
- SIAG
- T/Maker
- Target Planner Calc для CP/M і TRS-DOS[26][27]
- Trapeze для Macintosh[28]
- Wingz для Macintosh

### Інші продукти
Кілька компаній намагалися пробитися на ринок електронних таблиць за допомогою програм, заснованих на дуже різних парадигмах. Lotus представив, ймовірно, найуспішніший приклад, Lotus Improv, який досяг певного комерційного успіху, особливо у фінансовому світі, де його потужні можливості аналізу даних поважають донині.
Spreadsheet 2000 намагалася значно спростити побудову формул, але загалом не була успішною.

## Основні поняття
Основними поняттями є сітка комірок, яку називають аркушем, в комірках можуть міститися дані, які називають значеннями, або формули. Формули вказують, як за наявними значеннями обчислювати нові значення. Загалом значення є числами, але можуть також бути простим текстом, датами тощо. Розширення цих понять використовують у логічних електронних таблицях. Зазвичай надаються різні інструменти для програмування аркушів, візуалізації даних, віддаленого підключення аркушів, відображення залежностей комірок тощо.

### Комірки
«Комірку» можна розглядати як скриньку для зберігання даних. На одну комірку зазвичай посилаються за її стовпцем і рядком (у наведеній нижче таблиці C2 позначатиме комірку зі значенням 30). Зазвичай рядки, що представляють залежні змінні, позначають десятковими числами, починаючи з 1, тоді як стовпці, що представляють незалежні змінні, використовують 26-кову бієктивну нумерацію з використанням замість цифр літер A—Z. Фізичний розмір комірки зазвичай можна адаптувати до її вмісту, перетягуючи межі комірки (або цілих стовпців чи рядків, перетягуючи межі між їхніми заголовками).
|    | A       | B      | C     | D     |
| -- | ------- | ------ | ----- | ----- |
| 01 | Продажі | 100000 | 30000 | 70000 |
| 02 | Покупки | 25490  | 30    | 200   |

Масив комірок називають аркушем. Це аналог масиву змінних у звичайній комп'ютерній програмі (хоча деякі незмінювані після введення значення, можна вважати, за тією ж аналогією, константами). У більшості реалізацій одна електронна таблиця може складатися з багатьох аркушів. Аркуш — це просто підмножина електронної таблиці, розділеної для наочності. Функціонально електронна таблиця діє як єдине ціле, і всі комірки працюють як глобальні змінні для всієї таблиці (кожна змінна має доступ лише для читання, крім комірки, яка її містить). Комірка може містити значення або формулу, або її можна залишити порожньою. Зазвичай формули починаються зі знака =.

#### Значення
Значення в комірку можна ввести безпосередньо з клавіатури комп'ютера. Крім того, значення може отримуватися за формулою (див. нижче), яка виконує обчислення, виводить поточну дату або час або отримує зовнішні дані, такі як котирування акцій або значення з бази даних.
 Правило значень електронної таблиці
Інформатик Алан Кей використав описав роботу електронної таблиці таким «правилом значень»: значення комірки залежить виключно від формули, яку користувач увів у комірку. Формула може посилатися на значення інших комірок, але ці комірки також обмежені даними або формулами, які ввів користувач. Немає ніяких «побічних ефектів» для обчислення формули: єдиним виходом є виведення результату розрахунку в комірці. Не існує механізму постійної зміни вмісту комірки, якщо користувач не змінює його вручну. У контексті мов програмування це дає обмежену форму функційного програмування першого порядку.

#### Автоматичний перерахунок
Ця додаткова функція, яка є стандартом електронних таблиць від 1980-х років, усуває необхідність вручну запускати перерахунок значень електронної таблиці (нині зазвичай цю функцію за замовчуванням увімкнено). Деякі попередні електронні таблиці вимагали «ручного» запиту на перерахунок, оскільки автоматичний перерахунок великих таблиць або складних формул знижував швидкість уведення даних. Багато сучасних електронних таблиць все ще зберігають цю опцію.
Перерахунок зазвичай вимагає, щоб електронна таблиця не містила циклічних залежностей. Граф залежностей — це граф, який має вершину для кожного об'єкта, який потрібно оновити, і ребро, що з'єднує два об'єкти, коли один з них потрібно оновити раніше, ніж інший. Графи залежностей без циклічних залежностей є орієнтованими ациклічними графами.

#### Оновлення в режимі реального часу
Ця функція стосується періодичного оновлення вмісту комірки значенням із зовнішнього джерела, наприклад комірки у «віддаленій» електронній таблиці. Для спільних електронних таблиць на основі інтернету це стосується «негайного» оновлення комірок, які оновив інший користувач. Усі залежні комірки також мають оновитись.

#### Блокування комірок
Після введення даних окремі комірки (або всю електронну таблицю) можна заблокувати, щоб запобігти випадковому перезапису. Зазвичай це стосується комірок, які містять формули, але може застосовуватися й до комірок, що містять «константи», наприклад коефіцієнт перетворення кілограм/фунт (2,20462262 з вісьмома знаками після коми). Попри те, що окремі комірки позначено як заблоковані, дані електронної таблиці не будуть захищеними, доки цю функцію не буде активовано в налаштуваннях файлу.

#### Формат даних
За бажанням можна визначити, як відображатиметься значення комірки або діапазону. Типовий формат відображення зазвичай встановлюється за початковим вмістом комірки, якщо його спеціально не встановлено раніше, тобто, наприклад, «31/12/2007» або «31 Dec 2007» за замовчуванням встановить для комірки формат дата. Аналогічно, додання після числового значення знаку % встановить для комірки відсотковий формат. Формат не змінює вмісту комірки, а впливає лише на виведене значення.
Для деяких форматів комірок, таких як «числовий» або «грошовий», може вказуватися кількість десяткових знаків.
Це може призвести до некоректних операцій (наприклад, множення комірки, що містить дату) і результатів без відповідного попередження.

#### Форматування комірок
Форматування електронної таблиці передбачає змінення зовнішнього вигляду таблиці чи окремих її комірок:
- шрифту;
- кольору;
- накреслення символів;
- вирівнювання;
- кольору заливки;
- розмірів;
- меж клітинок.

Залежно від можливостей табличного процесора, кожну комірку можна окремо відформатувати за допомогою атрибутів вмісту (розмір символів, колір, накреслення) або комірки (товщина межі, колір заповнення тла). Щоб полегшити читаність електронної таблиці, до комірки можна застосувати умовне форматування; наприклад, від'ємне число може виводитися червоним кольором.
Форматування комірки, як правило, не впливає на її вміст, і залежно від того, в який спосіб комірки копіюються на інші аркуші чи програми, форматування може не переноситися разом із вмістом.

#### Названі комірки

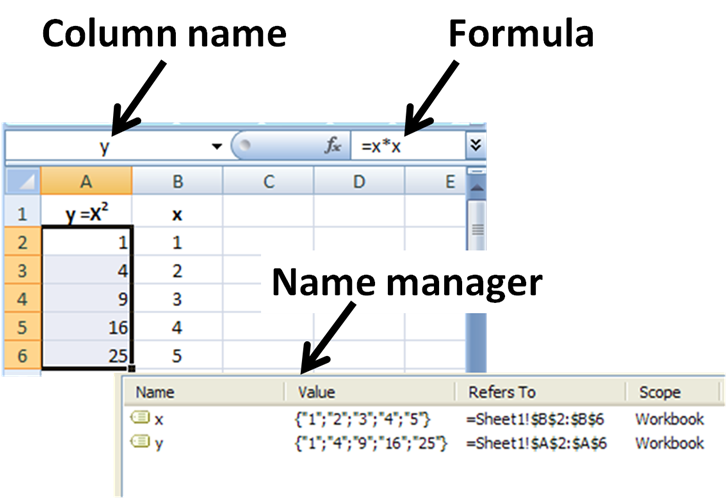
Використання названих стовпців змінних x та y у Microsoft Excel. У Менеджері назв показано визначення x та y.

У більшості реалізацій комірці або групі комірок у стовпці чи рядку можна надати назву, що дозволяє користувачу посилатися на ці комірки за назвою, а не за адресою. Назви в електронній таблиці мають бути унікальними, але за наявності кількох аркушів можна на кожному аркуші використовувати діапазони комірок із однаковими назвами, додаючи для їх розрізнення назву аркуша. Однією з цілей такого використання є створення або запуск макросів, які повторюють команду на багатьох аркушах. Крім того, формули з названими діапазонами легше перевіряюти на відповідність алгебричному запису. Використання іменованих змінних і іменованих функцій також робить структуру електронної таблиці більш прозорою.

### Формули

Анімація створення простої електронної таблиці, в якій значення лівого стовпця множаться на 2, а потім у нижній комірці обчислені значення правого стовпця підсумовуються. У цьому прикладі лише значення в стовпці A є введеними (10, 20, 30), а решта клітинок містять формули. Формули в B перемножують значення зі стовпця A, використовуючи відносні посилання, а формула в B4 використовує функцію SUM для обчислення суми значень з діапазону B1:B3

### Функції

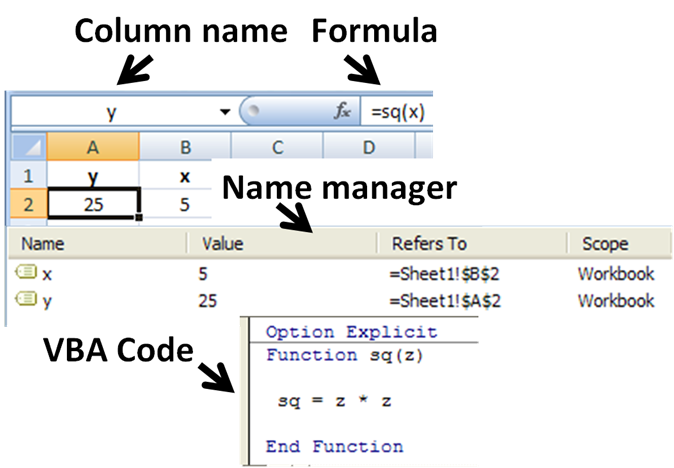
Використання визначеної користувачем функції sq(x) у Microsoft Excel.

### Підпрограми

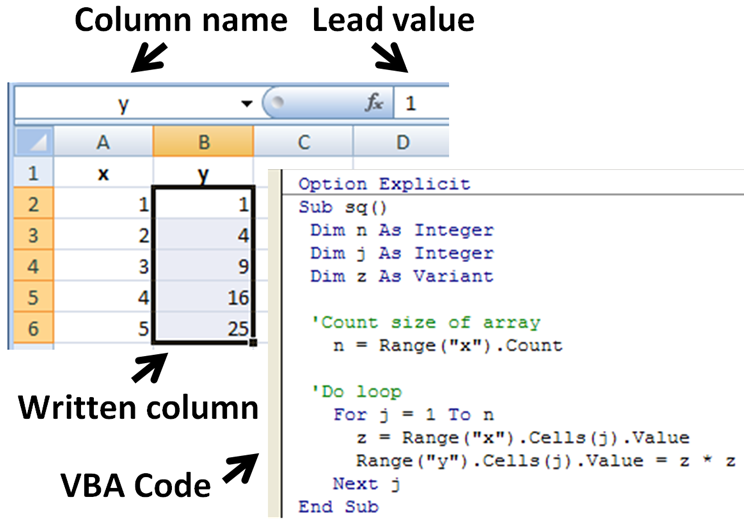
Підпрограма в Microsoft Excel записує значення, обчислені на основі x, в y.

### Діаграми

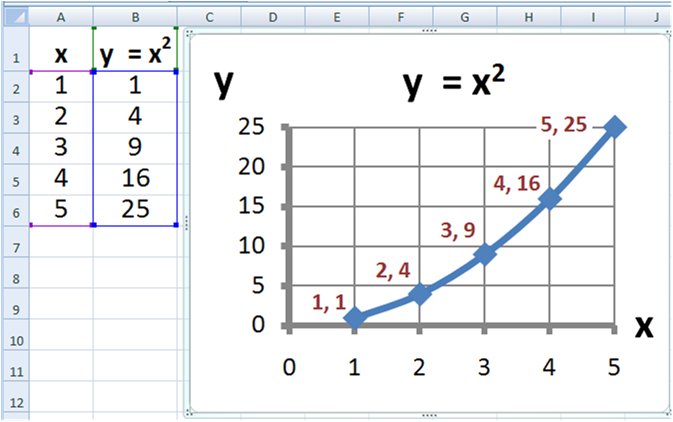
Графік, зроблений за допомогою Microsoft Excel